# Cecidophagula
Cecidophagula is een geslacht van rechtvleugeligen uit de familie sabelsprinkhanen (Tettigoniidae). De wetenschappelijke naam van dit geslacht is voor het eerst geldig gepubliceerd in 1939 door Uvarov.

## Soorten
Het geslacht Cecidophagula omvat de volgende soorten:
- Cecidophagula digitata Liu, 2000
- Cecidophagula leeuwenii Karny, 1921